# Allgemeiner Rather Turnverein Giants Düsseldorf
Il SG ART Giants Düsseldorf è una società cestistica avente sede a Düsseldorf, in Germania. Fondata nel 2008 come Giants Düsseldorf, sulle ceneri del Bayer Giants Leverkusen, da cui acquistò il titolo sportivo, gioca nel campionato tedesco, nel 2016 ha assunto la denominazione attuale.
Disputa le partite interne nel Castello Düsseldorf, che ha una capacità di 3.700 spettatori.